# Иоанн VI (папа римский)
Иоанн VI (лат. Johannes PP. VI; 655 — 11 января 705) — папа римский с 30 октября 701 года по 11 января 705 года.

## Биография
Иоанн VI, грек по происхождению, родился в 655 году в Эфесе.
Занял папский престол вопреки воле императора и удержал его лишь благодаря поддержке римской милиции. Иоанн помогал экзарху Феофилакту, который был послан в Италию императором Тиберием III, и отвратил его от применения насилия против римлян. Когда Гизульф II, герцог беневентский, захватил некоторые города экзархата, Иоанн убедил его отказаться от завоеваний, заплатив герцогу выкуп.
Во время понтификата Иоанна VI король лангобардов Ариперт II вернул земли в Котских Альпах папе. В это же время были реализованы многие архитектурные проекты, в том числе построен новый амвон в базилике святого апостола Андрея, новый алтарь в Сан-Марко.
В 704 году, после лишения 70-летнего Вильфрида Йоркского архиерейской кафедры, он отправился в Рим и умолял его об аудиенции. Был созван Синод, на котором Вильфрид был реабилитирован и восстановлен в епархии, которую он занимал вплоть до своей смерти в 709 году. Папа отправил его обратно в Англию с письмами для короля Мерсии Этельреда.
Иоанн VI скончался 11 января 705 года в городе Риме и был похоронен в Старой базилике Святого Петра.